# 科諾尼夫卡 (比洛沃德西克區)
49°19′50″N 39°37′46″E / 49.33056°N 39.62944°E
科諾尼夫卡（烏克蘭語：Кононівка）是位於烏克蘭東部的村莊，由盧甘斯克州舊比利斯克區的比洛沃茨克市鎮負責管轄。該村始建於1923年，面積5.53平方公里，海拔高度82米，2001年人口437，人口密度每平方公里79人。